# Kanton Louviers-Nord
Der Kanton Louviers-Nord war 1982 bis 2015 ein französischer Wahlkreis im Arrondissement Les Andelys, im Département Eure und in der Region Haute-Normandie; sein Hauptort war Louviers.
Mit Wirkung vom 1. Januar 2006 wechselte der Kanton Louviers-Nord im Zuge einer Wahlkreisreform vom Arrondissement Évreux zum Arrondissement Les Andelys.
Der Kanton war ca. 41 km² groß und hatte 14.453 Einwohner (Stand: 2012).

## Gemeinden
Der Kanton bestand aus sechs Gemeinden und einem Teil der Stadt Louviers
| Gemeinde                 | Einwohner | Code postal | Code Insee |
| ------------------------ | --------- | ----------- | ---------- |
| Andé                     | 996       | 27430       | 27015      |
| Heudebouville            | 709       | 27400       | 27332      |
| Incarville               | 1379      | 27400       | 27351      |
| Louviers                 | 18.328 *  | 27400       | 27375      |
| Saint-Étienne-du-Vauvray | 688       | 27430       | 27537      |
| Saint-Pierre-du-Vauvray  | 1346      | 27430       | 27598      |
| Vironvay                 | 275       | 27400       | 27697      |

* Ein Teil der Stadt Louviers gehörte zum Kanton Louviers-Sud; die in der Tabelle genannte Einwohnerzahl ist die Gesamtbevölkerung der Stadt Louviers.